# Самуель Ерссон
Самуель Ерссон (швед. Samuel Ersson; нар. 20 жовтня 1999, Фалун) — шведський хокеїст, воротар клубу НХЛ «Філадельфія Флаєрс». Гравець збірної команди Швеції.

## Ігрова кар'єра
Хокейну кар'єру розпочав на батьківщині 2016 року виступами за команду «Брюнес».
2018 року був обраний на драфті НХЛ під 143-м загальним номером командою «Філадельфія Флаєрс».
У сезоні 2018–19 років виступаючи за клуб Хокей-Аллсвенскан «Вестерос» отримав приз найкращого новачка. Уклавши контракт на олдин сезон 2019–20 років повернувся до складу команди «Брюнес».
3 червня 2021 року клуб НХЛ «Філадельфія Флаєрс» уклав з Ерссоном початковий трирічний контракт.
У Північній Америці Самуель розпочав свою професійну кар’єру виступами за фарм-клуб «льотчиків» з АХЛ «Ліхай Веллі Фантомс».
Влітку 2022 року швед був запрошений до тренувального табору «Флаєрс».
23 грудня 2022 року Ерссон дебютував у НХЛ в матчі проти клубу «Кароліна Гаррікейнс». 29 грудня швед відсвяткував першу перемогу, яку його команда здобула в овертаймі 4–3 над «Сан-Хосе Шаркс». 9 січня 2023 року Ерссон оформив перший шатаут у грі проти «Баффало Сейбрс».
5 серпня 2023 року Ерссон уклав з «Флаєрс» нову дворічну угоду.

## На рівні збірних
Був гравцем молодіжної збірної Швеції, у складі якої брав участь у 4 іграх.
У складі національної збірної команди Швеції брав участь на чемпіонаті світу 2021 року але не провів жодного матчу. На чемпіонаті світу 2024 року склав тандем разом із Філіпом Густавссоном, де шведи здобули бронзові нагорроди.
Брав участь у турнірі чотирьох націй, він замінив у складі голкіпера «Нью-Джерсі Девілс» Якоба Маркстрема. Самуель відіграв лише одну зустріч проти збірної США, в якій шведи здобули перемогу з рахунком 2–1, Ерссон відбив 32 з 33 кидків по його воротах.

## Статистика

### Клубні виступи
| Сезон        | Клуб                  | Ліга         | Регулярний сезон | Регулярний сезон | Регулярний сезон | Регулярний сезон | Регулярний сезон | Регулярний сезон | Регулярний сезон | Регулярний сезон | Регулярний сезон | Плей-оф | Плей-оф | Плей-оф | Плей-оф | Плей-оф | Плей-оф | Плей-оф | Плей-оф |
| Сезон        | Клуб                  | Ліга         | І                | В                | П                | ПОТ              | Хв               | ПГ               | ІБГ              | ПГГ              | %ВК              | І       | В       | П       | Хв      | ПГ      | ІБГ     | ПГA     | %ВК     |
| ------------ | --------------------- | ------------ | ---------------- | ---------------- | ---------------- | ---------------- | ---------------- | ---------------- | ---------------- | ---------------- | ---------------- | ------- | ------- | ------- | ------- | ------- | ------- | ------- | ------- |
| 2016–17      | «Брюнес»              | Ю20          | 8                | 5                | 2                | 1                | 455              | 16               | 0                | 2.11             | .932             | —       | —       | —       | —       | —       | —       | —       | —       |
| 2017–18      | «Брюнес»              | ШХЛ          | 1                | 0                | 0                | 0                | 40               | 2                | 0                | 3.00             | .882             | —       | —       | —       | —       | —       | —       | —       | —       |
| 2017–18      | «Брюнес»              | Ю20          | 23               | 16               | 7                | 0                | 1,380            | 58               | 1                | 2.52             | .916             | 5       | 2       | 3       | 297     | 22      | 0       | 4.44    | .857    |
| 2018–19      | «Вестерос»            | Аллсв        | 44               | 27               | 9                | 0                | 2,158            | 70               | 5                | 1.95             | .933             | —       | —       | —       | —       | —       | —       | —       | —       |
| 2019–20      | «Брюнес»              | ШХЛ          | 35               | 14               | 20               | 0                | 2,010            | 97               | 1                | 2.90             | .895             | —       | —       | —       | —       | —       | —       | —       | —       |
| 2020–21      | «Брюнес»              | ШХЛ          | 42               | 15               | 25               | 2                | 2,353            | 116              | 3                | 2.96             | .910             | —       | —       | —       | —       | —       | —       | —       | —       |
| 2021–22      | «Ліхай Веллі Фантомс» | АХЛ          | 5                | 0                | 3                | 1                | 264              | 13               | 0                | 2.96             | .893             | —       | —       | —       | —       | —       | —       | —       | —       |
| 2022–23      | «Ліхай Веллі Фантомс» | АХЛ          | 42               | 24               | 17               | 1                | 2,512            | 119              | 1                | 2.84             | .900             | 3       | 1       | 2       | 194     | 12      | 0       | 3.71    | .875    |
| 2022–23      | «Філадельфія Флаєрс»  | НХЛ          | 12               | 6                | 3                | 0                | 645              | 33               | 1                | 3.07             | .899             | —       | —       | —       | —       | —       | —       | —       | —       |
| 2023–24      | «Філадельфія Флаєрс»  | НХЛ          | 51               | 23               | 19               | 7                | 2,809            | 132              | 4                | 2.82             | .890             | —       | —       | —       | —       | —       | —       | —       | —       |
| Усього в ШХЛ | Усього в ШХЛ          | Усього в ШХЛ | 78               | 29               | 45               | 2                | 4,403            | 215              | 4                | 2.93             | .904             | —       | —       | —       | —       | —       | —       | —       | —       |
| Усього в НХЛ | Усього в НХЛ          | Усього в НХЛ | 63               | 29               | 22               | 7                | 3,454            | 165              | 5                | 2.87             | .892             | —       | —       | —       | —       | —       | —       | —       | —       |

### Збірна
| Рік                | Команда            | Турнір             | Місце              |   | І | В | П | Н   | Хв | ПГ | ІБГ  | ПГГ  | %ВК |
| ------------------ | ------------------ | ------------------ | ------------------ | - | - | - | - | --- | -- | -- | ---- | ---- | --- |
| 2019               | Швеція             | МЧС                | 5-е                | 4 | 3 | 1 | 0 | 242 | 9  | 0  | 2.23 | .922 |     |
| 2024               | Швеція             | ЧС                 | 3                  | 4 | 3 | 1 | 0 | 208 | 5  | 0  | 1.44 | .891 |     |
| Молодіжна збірна   | Молодіжна збірна   | Молодіжна збірна   | Молодіжна збірна   | 4 | 3 | 1 | 0 | 242 | 9  | 0  | 2.23 | .922 |     |
| Національна збірна | Національна збірна | Національна збірна | Національна збірна | 4 | 3 | 1 | 0 | 208 | 5  | 0  | 1.44 | .891 |     |